# Emmanuelle Monet
Pour les articles homonymes, voir Monet.
 (mars 2011).
Si vous disposez d'ouvrages ou d'articles de référence ou si vous connaissez des sites web de qualité traitant du thème abordé ici, merci de compléter l'article en donnant les références utiles à sa vérifiabilité et en les liant à la section « Notes et références ».
Emmanuelle Monet est une chanteuse, guitariste et bassiste française originaire de Nantes. Elle s'est principalement distinguée en tant que leader du groupe de rock français Dolly.

## Biographie

### 1989-2005: Dolly
Emmanuelle Monet débute en 1989 avec un groupe nommé « Dollybird ». Devenu « Dolly and Co » en 1991, ils auto-produisent notamment deux disques Amours lynchées et No one no feeling. Mais c'est en 1997 que sa carrière décolle véritablement avec le groupe désormais appelé Dolly et leur tube Je ne veux pas rester sage qui figure sur l'album éponyme Dolly, disque d'or vendu à plus de 170 000 exemplaires.
Elle sort trois autres albums avec Dolly : Un jour de rêves (1999), Plein air (2002, #16 FRA) et Tous des stars (2004), avant que le groupe ne se sépare en mai 2005 après la mort tragique de son bassiste Michaël Chamberlin.

### 2005- présent: Manu
Après une pause d'un an, à l'automne 2006, Emmanuelle Monet donne les premiers signes d'un retour en jouant en première partie de Dionysos à Meisenthal. Sur scène avec l'ex-guitariste de Dolly, Nicolas Bonnière (Nikko), elle a été annoncée sous le nom « Manu ».
Elle fait une nouvelle apparition début 2007 pour deux concerts en Suisse sous le même nom de « Manu », accompagnée par Nicolas Bonnière, Nirox (ex-batteur des Bandits et de Dawax) et Ben (Mano Solo, Pause) qui alterne entre guitare et basse.
Le groupe Manu a commencé à faire quelques concerts en 2007 dont la première partie d'Indochine à Colmar, au Festival de la Cité 2007 ou la fête de l'espoir à Genève. Elle écrit également Goodbye avec Fred K et chante avec lui sur scène à l'Usine de Genève. Elle crée son propre label avec Patrick Giordano en septembre de la même année : Tekini Records. 
Le premier album solo de Manu, Rendez-vous, réalisé avec Nikko, est sorti le 29 septembre 2008. Certains titres de cet album ont été écrits et composés en collaboration avec d'autres artistes. Ainsi, les titres Allée des Tilleuls et Le jour est venu sont coécrits avec David Fargier et Dis-moi un secret est  cocomposé avec Manu Lanvin. Goodbye est un titre coécrit avec Fred Raspail (Fred K). Enfin, Suteki Ni, titre chanté en japonais et composé par Manu, Nikko et Nirox, a été écrit par Suzuka Asaoka, journaliste de Nolife. Cet album rend hommage à Michaël Chamberlin à travers les deux titres, Goodbye et Rendez-vous. Le premier single, Tes Cicatrices, fait l'objet d'un clip réalisé par Philippe Nègre. Manu est partie en tournée à travers toute la France depuis la sortie de l'album en septembre 2008, tournée qui s'est achevée par un concert à l'Élysée-Montmartre en novembre 2009 et sorti en DVD l'année suivante.
Manu annonce le 25 octobre 2012, sur sa page Facebook, que son deuxième album, La Dernière Étoile sortira le 8 avril 2013. Un EP 3 titres, intitulé Que fais-tu ? est sorti en téléchargement le 8 janvier 2013. Une tournée a suivi la sortie de l'album, avec entre autres le Divan du Monde le 18 avril 2013. Manu a annoncé le 27 février sur son Facebook qu'elle reprendra Je n'veux pas rester sage de Dolly lors de ce concert parisien, en duo avec le candidat de la Nouvelle Star 2013, Timothée. Celui-ci avait repris ce titre dans une version acoustique lors du casting de l'émission. C'était la première fois depuis la mort de Mikka que Manu a chanté un titre de Dolly sur scène (à l'exception de Le ciel nous donne, morceau caché de l'album Plein Air, qui avait été repris lors de la tournée précédente.) 

Un EP en japonais, Tenki Ame,  paraît en octobre 2014 et Manu fait quelques dates avec une nouvelle configuration éléctro-acoustique sur scène : Nirox à la "mini-batterie", Damien Jarry au violoncelle et Matt Murdock à la guitare, elle-même étant au chant et à la guitare ou à la basse. Durant ces petits concerts, elle reprend quelques titres de Dolly.

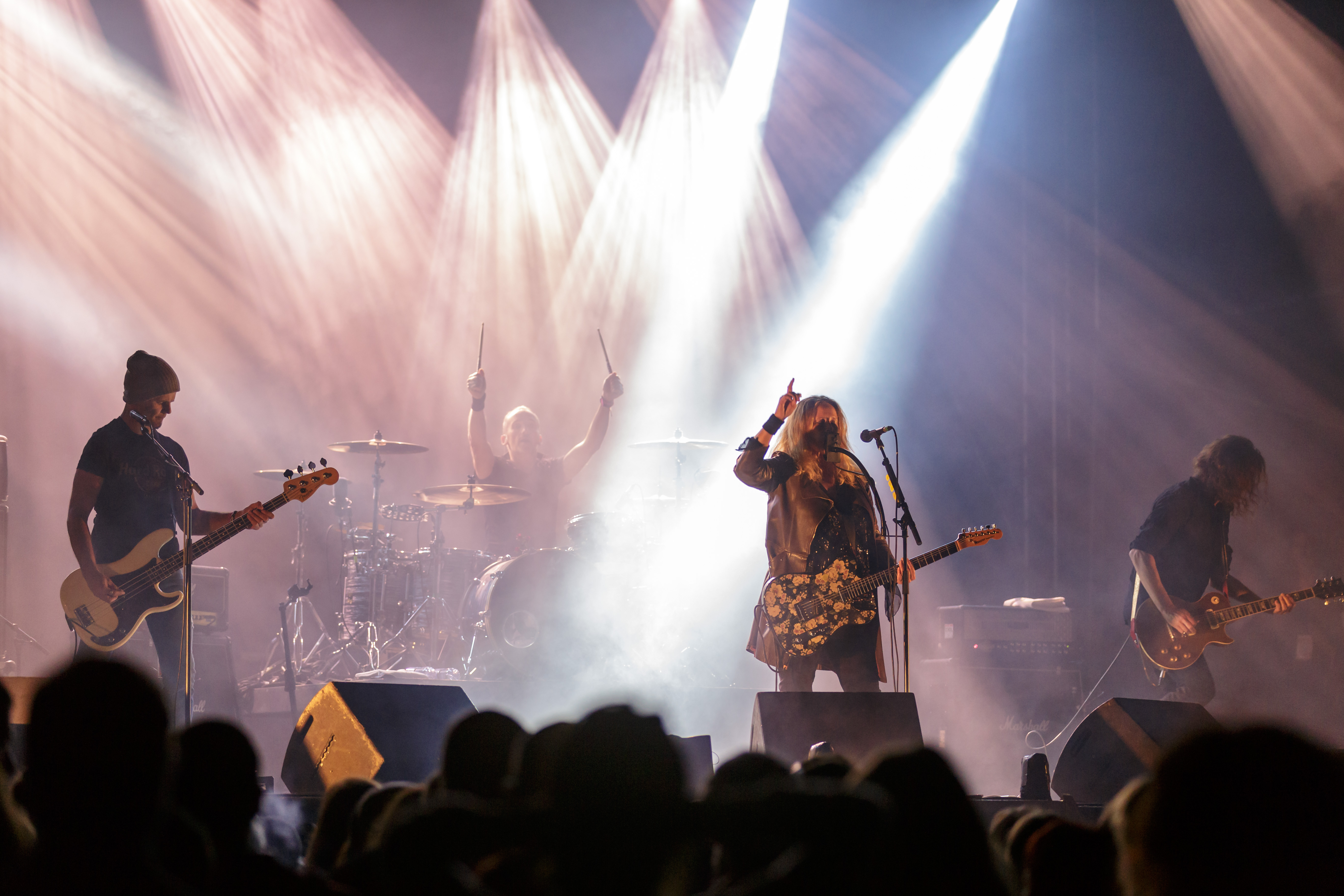
Le groupe en concert au festival de Buguélès 2016

Le 3ème album tant attendu, La Vérité, écrit, réalisé et produit par Manu sort le 4 décembre 2015. C'est un retour aux sources très électrique salué autant par la critique que par le public. Après les singles La Vérité etToi et Moi, Manu poursuit sa route de 2016 à 2017 de salles en festivals en parallèle de la préparation de l'enregistrement de sa formule alternative avec harpe et violoncelle, que l'on a pu découvrir en 1ère partie de Dionysos.
Manu sort en avril 2018 le 1er volume de sa "parenthèse enchantée" avec harpe et violoncelle, intitulée Entre deux eaux, vol. 1. Ce concept, qui sera décliné en plusieurs albums, propose les ré-arrangements de son répertoire en solo, des covers de Dolly ou d'autres artistes, ainsi que des titres inédits et duos. Elle est entourée dans ce projet par Christophe Saunière à la harpe, Damien J. Jarry, Patrick Giordano aka Matt Murdock, avec la participation sur quelques titres de son batteur préféré Nirox et du nouveau venu, Vincent Dudignac.
L'horizon, le nouvel album de Manu, est sorti en septembre 2019 associé à une nouvelle tournée qui a commencé en février 2020 avant d'être reportée.

## Collaborations
- Dolly a repris Uncle Charly part 2 sur So Many Friends of Them... A Tribute to the Little Rabbits un album hommage aux Little Rabbits sorti en 1998
- Manu chante avec Alif Tree sur Je parle, dernière chanson de leur album The Observatory sorti en 2000
- Eté 2003, Manu de Dolly a collaboré avec Gabriel Evan (anciennement Sin-é) dans la chanson Seuls sortie dans l'album de ce dernier intitulé La chute des anges.
- En préparation de son prochain album, et avant le drame du 25 mai 2005, le groupe fait un cadeau de soutien à l'UNISEP et à sa compilation Une seule voix contre la Sclérose En Plaques, sortie en 2005 : le groupe donne son accord pour y intégrer la chanson Shoote dans ma planète, chanson inédite du groupe.
- Manu chante sur le titre En vie sur la version française de l'album éponyme d'Apocalyptica. Elle était invitée spéciale du groupe à Bercy en 2005, alors qu'il se produisait en première de Rammstein.
- Manu a chanté en duo avec Manu Lanvin sur le titre Tout ou Presque paru sur l'album Les Temps Mauvais.
- Manu a également collaboré en 2005 avec Blankass sur l'album Elliott, où elle prête sa voix sur Qui que tu sois
- Avec Mass Hysteria en 2007, sur l'album Une somme de détails pour le titre Briller pour toi.
- Avec DaYTona en 2010, sur l'album La Parenthèse pour le titre Fermons les yeux.
- Avec Merzhin en 2014, sur l'album Des heures à la seconde pour le titre L’éclaireur.
- Avec Pat Kébra en 2015 sur l'album Electrosensible pour le titre Penser à demain.
- Avec Nord pour Ce siècle, sur l'album du même nom en 2018.
- Avec Noël Mattei sur le titre À bout pas au bout, présent sur les albums des deux artistes dans un arrangement différent.
- Avec Dionysos, duo sur le titre Neige pour leur album L'Extraordinarium